# Bieławy
Bieławy – zamknięta w grudniu 1960 roku i zlikwidowana w kwietniu 1975 roku stacja kolejowa w Białawach Małych, w gminie Wińsko, w powiecie wołowskim, w województwie dolnośląskim, w Polsce. Został otwarty w dniu 15 września 1886 roku.